# 国王大権 (イギリス)
イギリスにおける国王大権（こくおうたいけん、英: royal prerogative）とは、同国において君主が独占する大権として認められる、慣習上の権限、特権および免除の集合である。イギリス政府の行政権の多くは、君主に属するものが国王大権の委任によって与えられたものである。
国王大権は、かつては君主自らのイニシアティブにより行使されたが、17世紀頃から制限されていき、（その決定につき議会に対して責任を負う）首相または内閣の助言が国王大権の行使には必要とされるようになっていった。君主は、今なお憲法上は首相または内閣の助言に反して国王大権を行使する権能を有するが、実際にそのようなことが行われるのは、緊急事態か、問題となる状況に先例を適切に適用できない場合に限られる。
今日でも、国王大権は、イギリス政府にとって重要な複数の分野に関連している。外交や国防などである。これらやその他の分野において君主は重要な憲法上の地位を有しているものの、その権能は極めて限定的である。なぜなら、今日における国王大権を握っているのは首相その他の大臣又はその他の政府職員だからである。

## 定義

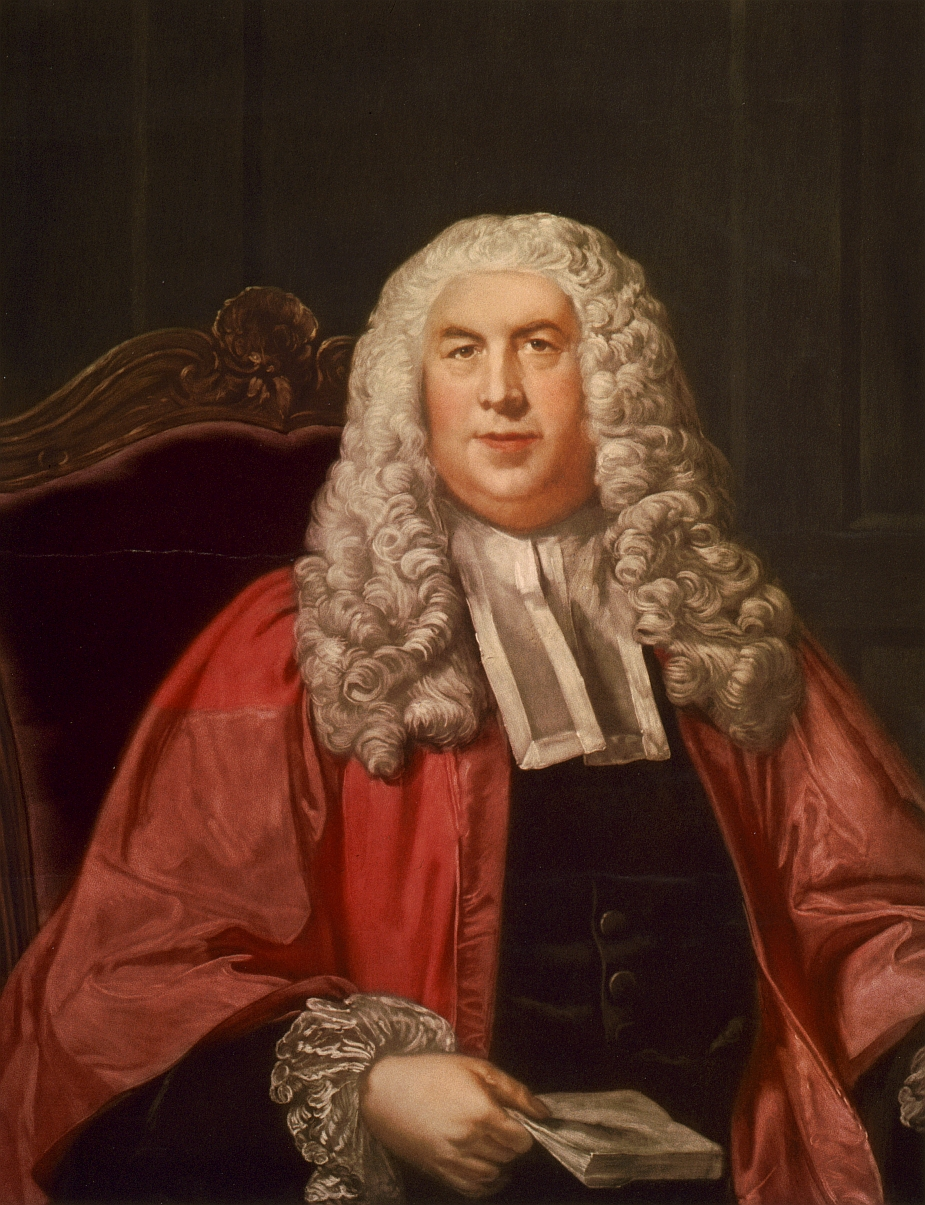
ウィリアム・ブラックストンは、国王大権とは君主のみによって行使し得る権能をいうものと主張した。

国王大権は、「適切に定義することが悪名高く困難な概念」とされるが、著名な憲法学者であるA.V.ダイシーは次のように著述する。
ダイシー説は最も論者の支持のある見解であるが、憲法学者によってはウィリアム・ブラックストンによる定義を支持する。
この2説は異なるものである。ダイシーの見解によれば、制定法に基づかない君主による統治行為は大権に基づくものである。しかしながら、ブラックストンの主張によれば、大権が対象とするのは、単に、連合王国内の他のいかなる者も団体も引き受けない行為であり、例えば議会の解散である。

## 歴史

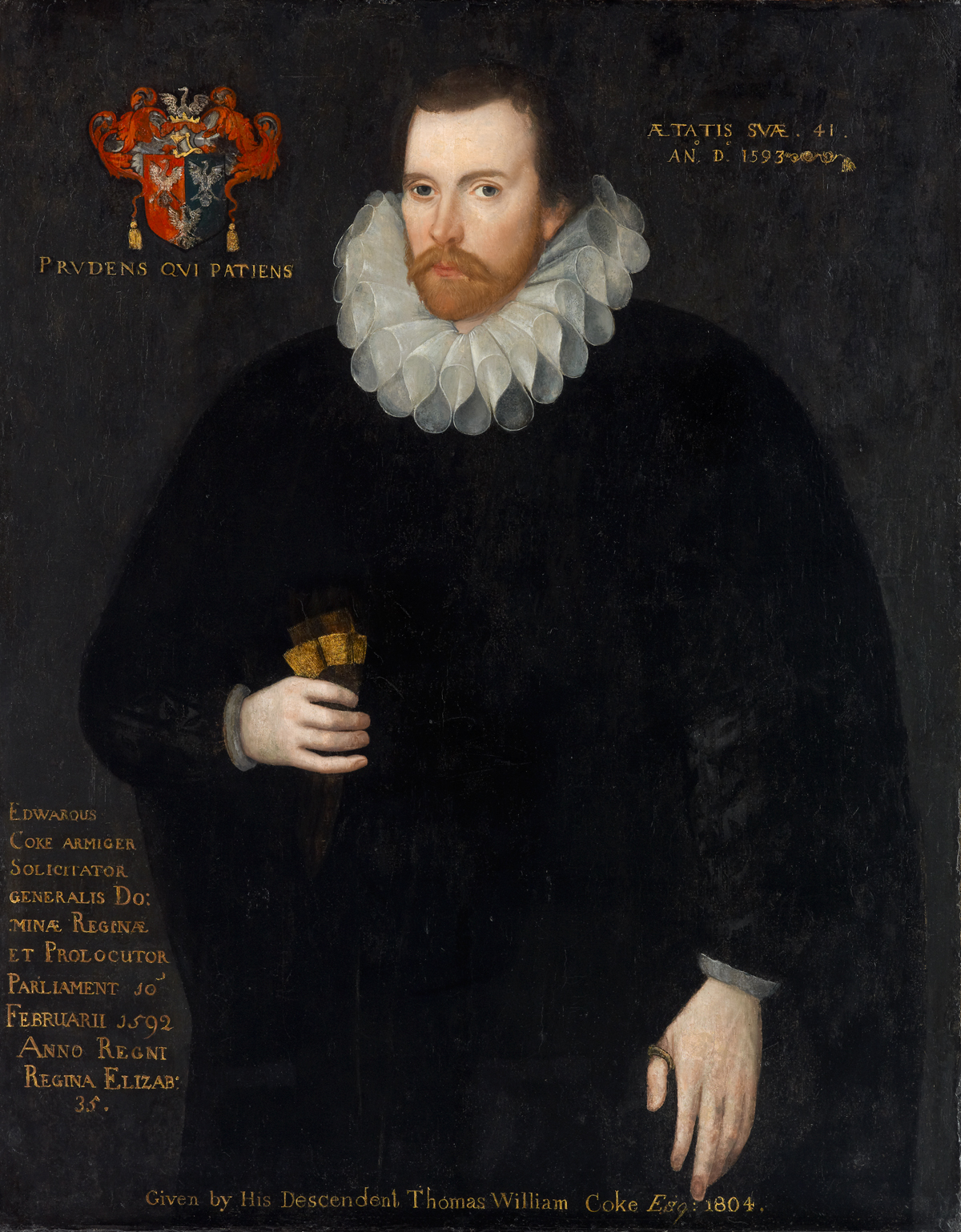
エドワード・コークは、大権は君主が裁判官たることを許さないものと主張した。

国王大権の由来は君主の属人的な権能にある。13世紀以降イングランドにおいては、フランスと同様に、君主は全能であり、ただこの絶対的権能を抑制したのは「14世紀および15世紀における封建的騒乱の再燃」であった。国王大権を定義する試みの初期のものとしては、1387年のリチャード2世による判決がある。
16世紀中にこの「騒乱」は後退し始め、君主は真に独立となった。ヘンリー8世およびその後継者の下で、王はイングランド国教会の首長であり、したがって、聖界に対して責任を負わなかった。しかしながら、この時代における議会の台頭は問題を含むものであった。君主は「イングランド憲法における優越的パートナー」であったものの、裁判所は、議会の果たした役割を認め、王を全能と宣言しなくなった。フェラーズ事件（Ferrer's Case）においては、ヘンリー8世はこれを認め、議会の承認があればこれがないよりも自身ははるかに強力であることを示した。このことが明確なのは何と言っても課税関係であった。トーマス・スミスなどのこの時代の著述家は、君主は議会の承認なしには課税し得ないと指摘する
同時に、ヘンリー8世とその後継者は通常は裁判所の意思に従った。理論的には彼らは裁判官に拘束されなかったにもかかわらずである。ウィリアム・ホールズワースの推論によれば、国王法務官や裁判所に対して常日頃から法的な助言と承認を求める中で、ヘンリー8世は法に従うことによる安定的な統治の必要性を認めたのである。ホールズワースの主張によれば、法は全ての中で最高であるとの見解は、「テューダー期における指導的な法律家および政治家ならびに時事評論家全ての見解であった」。当時の一般的見解によれば、王は「拘束のない裁量」を有するが、大権の行使について裁判所が条件を課した分野においては、または王がそのように選んだ場合には、制限を受けるのである。
この安定状態が最初に揺らいだのは1607年、禁止事件（Case of Prohibitions）であった。ジェームズ6世・1世が、君主たる自身は、裁判官となってコモン・ローを自ら適当と考えるものに解する神聖な権利を有すると主張したのである。エドワード・コーク率いる裁判所はこの考えを否定し、君主はいかなる個人にも服しないが法には服する、と述べた。王が十分な法知識を得るまでは、王はこれを解する権利を有しない。コークの指摘によれば、この知識は「その認識を獲得し得る前に、長い勉強と経験を要する…人為的理性の習得が求められる」。同様に、1611年の布告事件（Case of Proclamations）においても、コークは、君主は既に有する大権を行使し得るのみであり、新たなものは創設し得ない、とした。
名誉革命により、ジェームズ7世・2世に替わってメアリ2世とその夫ウィリアム3世が即位した。同時に、1689年権利章典が起草され、君主の議会への従属が確固たるものとされた。これは、国王大権を明確に制限しており、第1条は「議会の承認なく王権により法律又は法律の執行を猶予する権能は違法である」と規定し、第4条は「大権の口実による国王のためまたは国王の使用に供する金銭の賦課は、議会の許諾がなく、許諾されまたはされるべきよりも長期にわたり、または他の方法によるものは、違法である」と確認する。権利章典はさらに、議会は残る大権の利用を制限する権利を有することを確認したが、これは、1694年三年議会法が君主に対して一定の時期に議会を解散し招集することを求めたことによって実証された。
この後も国王は首相・大臣任免権、貴族創設権、議会解散権、条約締結権、宣戦布告権など重要な国王大権を温存したが、それらも慣習によって大臣の助言が必要とされるよう制限されていき、現在に至る。
しかし慣習はあくまで慣習でしかなく、制定法上では現在でも国王は個人裁量だけで様々な国王大権を行使できるはずである。たとえば議会を通過した法案を国王が裁可を拒否することについて制定法上の制約はない。しかしアン女王を最後に3世紀にわたってこの大権を行使した国王はおらず、そのため行使しないことが慣習となっている（この慣習がどのような場合にも絶対的であるかは議論が分かれる）。
現在では国王大権は慣習によりほぼ大臣によって決定されるため、国王大権は政府が持つ政治的権限を覆い隠す法的擬制になっている。ただ19世紀以降は制定法で閣僚・官僚・公務員の権利・義務が明文化され始めたので、国内では政府の権能の法的根拠として国王大権が持ちだされることは減少傾向にある。対して外交面ではいまだ国王大権が法的根拠とされる事が多い。

## 国王大権に属する権能

### 立法

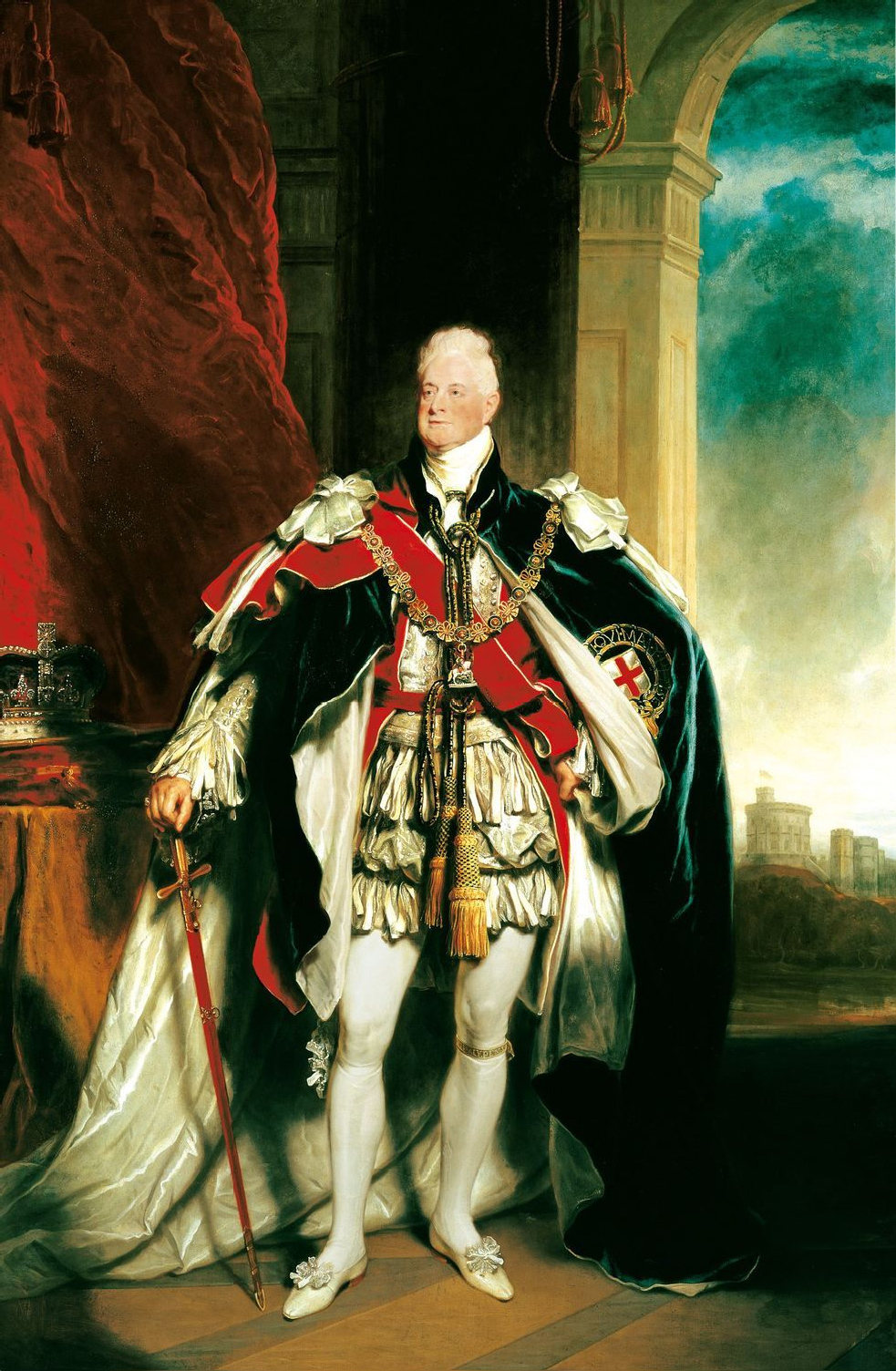
ウィリアム4世は、大権を用いて専断的に議会を解散した最後の君主である。

歴史的には立法は枢密院における王が行う（枢密院勅令）ことが多かったが、徐々に議会における王に移った。
立法のうち、制定法の執行を停止することや間接税賦課を行うことは1688年権利章典により国王大権と認められていない。

#### 法案の裁可
慣習により、君主は常に法案を裁可する。国王による法案裁可拒否は、アン女王が1707年にスコットランド民兵法案を拒否した事例を最後に行われていないが、これは直ちに拒否権が失われたことを意味するものではない。ジョージ5世の考えによれば、第3次アイルランド自治法案を拒否することができた。ジェニングスの著述によれば、「王はずっと、裁可を拒否するにつき法的権能だけでなく憲法上の権利を有すると考えていた」。

#### 勅令の制定
また立法のうち、勅令を制定する国王大権は、前述の1610年のコークの判例によって制限されている（国法上重大な犯罪を防止する場合を除いて、勅令によって新たな犯罪を創設することはできない）。

#### 議会の解散・停会
議会を解散する国王大権は、2011年議会任期固定法によって一旦廃止された。その際においても、同法第6条第(1)項は、議会を停会する君主の権能は同法によって妨げられないことを特に言明していた。2022年3月には議会解散・召集法が成立することで、議会任期固定法は廃止され、解散に関わる国王大権は「議会任期固定法の制定がなかったように」復活し、議会解散に関係する手続きは従来通りとなった。
議会の解散は君主が歴史的に有する大権の1つであるが、これは「おそらく君主により属人的に行使される最も重要な残余大権であり、最大の論争の可能性をはらむものである。」と指摘されている。近年は、通常、議会及び首相の要請に応じて行使されていたが、これは首相の裁量による場合か、または不信任決議があった場合のいずれかであった。最後に君主が一方的に議会を解散したのは1835年であり、グレイ伯爵が首相を辞した際である。グレイ伯爵の内閣は完全に機能しており、彼なしでもなお存続可能であったが、ウィリアム4世は解散を強いることを選んだ。憲法学者の間では、これが近年においても可能であったかについて見解が分かれている。アイヴァー・ジェニングスの著述によれば、解散は「大臣らの受諾」（the acquiescence of ministers）を伴うものであり、したがって、君主は大臣の承諾なくして議会を解散し得ない。「もし大臣らがかかる助言を行うことを拒めば、女王は彼らを解任する以上のことはできない。」しかしながら、A.V.ダイシーの考えによれば、ある極限的な状況においては、君主は独力で議会を解散し得る。その条件は、「当該議院の意見が選挙人の意見ではないと考える公正な理由がある事由が生じたこと」である。「立法府の望みが、国民の望みと異なるものであり、またはそのように公正に推定される場合であれば、解散は、許容され、または必要である。」

### 行政

#### 任官
首相・大臣・公務員・軍人・裁判官の任免権は国王大権である。
技術的には君主は任命したいと欲する者を首相に任命することができるが、実際に任命を受ける者は常に下院において過半数の支持を得る者である。通常、これは総選挙後に過半数の席を得た政党の党首である。困難が生じるのは、いわゆる「宙吊り議会」（ハング・パーラメント）である。そこではいずれの政党も過半数の支持を得ていない。この状況では、憲法上の慣習により、前任の現職者が、連合政権を形成し首相任命を求める優先的権利を有する。首相が会期の半ばに退陣を決定した場合（1957年にアンソニー・エデンがしたように。）は、君主には裁量はない。通常は、下院の過半数の支持を有する「待機中の首相」（prime minister-in-waiting）が存在し、その者がほぼ自動的に任命される。

#### 軍隊
君主は軍隊の最高司令官であり、軍人は国王大権によって規制される。ほとんどの制定法は軍隊には適用されないが、軍の組織、規律、統制、給与などは制定法で定められている。1947年国王手続法の下では、君主は軍隊に対する権限を独占しており、その組織、配置および指揮は、裁判所によって妨げられない。大権を行使することで、国王は、軍人を募集し、士官を任官し、外国政府とその領土における自国軍駐留について協定を結ぶ。

#### 緊急時
緊急時における臣民の土地の立入や収用の権利、臣民の財産の徴発権なども国王大権である。女王対内務大臣（ノーサンブリア警察代理）（R v Secretary of State for the Home Department, ex parte Northumbria Police Authority）裁判では、国王大権には、「女王の平和を保全するために全ての合理的手段をとる」権能が含まれるとされ、バーマ・オイル社対法務長官（Burmah Oil Co Ltd v Lord Advocate）裁判では、上院はこの見解を採用し、「第二次世界大戦の遂行のため必要な、緊急時における全てのものごとを行う」ことまで拡張した。

#### 国教会
君主は国教会の首長であり、国教会の大主教および主教の任免権、宗教会議の招集・解散権などは国王大権に属する。欽定訳聖書の印刷および免許に対する規制もまた国王大権に属する。

#### 王室財産
王室財産の処分権は国王大権である。17世紀までは王庫と国庫が分離していなかったが、18世紀中に両者が分離し、御料地からの収入はまず行政府に収められ、政府から王室に王室費が給付される形式になった（現在では議会も関与）。これとは別に君主の個人財産からの収入がある（この収入は非課税だったが、1993年からエリザベス2世の同意を得て税金が課されている。ただし君主はこの同意を撤回する権利を留保している）。個人財産の処分については、今でも君主の個人裁量権は広い。エリザベス2世は、火災のあったウィンザー城の再建費用捻出のためにバッキンガム宮殿を一般に開放して入場料を徴収するという事業を営んだことがある。

#### 栄誉・栄典
貴族創設、ナイト授与、各種勲章授与など栄誉・栄典の授与は国王大権である。多くの場合は他の大権と同様に執行府の助言に基づくが、ガーター勲章、シッスル勲章、メリット勲章、ロイヤル・ヴィクトリア勲章およびロイヤル・ヴィクトリア頸飾については、君主が完全な裁量を有する。

#### 恩赦・起訴取下げ
慈悲大権（the prerogative of mercy）には2つのものがある。恩赦（pardon）と起訴取下げ（nolle prosequi）である。恩赦は、有罪判決から「罰（pains, penalties and punishments）」を消滅させるが、有罪判決そのものを失わせるわけではない。この権能は、通常、内務省担当大臣の助言によって行使される。君主がこれに直接に関与することはない。この権能の行使は、減刑（commutation）という形をとることもある。これは恩赦の一種で、一定の条件の下で宣告刑が減じられるのである。恩赦は司法審査に服さないことは、国家公務員労働組合評議会対行政機構担当大臣（Council of Civil Service Unions v Minister for the Civil Service）裁判によって確認されたが、女王対内務大臣（ベントリー代理）（R v Secretary of State for the Home Department, ex parte Bentley）裁判のように、裁判所はその適用の有無について非難することがある。起訴取下げは、イングランドおよびウェールズ法務総裁（またはスコットランドもしくは北アイルランドのこれに相当する者）により王の名において行われ、これにより個人に対する法的手続が停止される。これが司法審査に服さないことは女王対特許庁長官（R v Comptroller of Patents）裁判で確認されたが、無罪とされるわけではなく、被告人は後日、同一の嫌疑で起訴されることはあり得る。

#### その他
それ以外の国王大権として、通貨鋳造権、未成年・精神障害者の後見権、イギリスに埋蔵されている金属鉱山や文化財の所有権、遺失物の収用権、相続人の無い財産の収用権（日本では民法959条により相続人の無い財産は最終的には国庫に属するが、イギリスでは同様に国王に属する。）などがある。

### 司法
司法は国王大権である。君主は「正義の源泉」とされており、臣民に正義実現システム（裁判制度）を提供することが王の責務とされている。イギリスの裁判はすべて君主の名のもとに行われる。

### 外交
国王大権は外交関係において多く用いられる。広い裁量権が必要という外交の性質上、国王大権に法的根拠を求めると便利なためである。ただ近時には外交面でも法的根拠を制定法に移行しようという動きも見られる。
君主は、外国の国家承認を行い（ただし、いくつかの制定法により、国家元首および外交官の享有する免除が規定されている。）、宣戦と講和を行い、条約を締結する。
君主はまた、領土を併合する権能を有しており、これは1955年にロッコール島について行使された。ひとたび領土が併合されれば、君主は、政府が前政府の責任を引き受ける限度について完全な裁量を有しており、これはウェスト・ランド・セントラル・ゴールド・マイニング・カンパニー対王（West Rand Central Gold Mining Company v The King）裁判で確認された。
君主は、英国の領水を変更し、領土を割譲する権能を有する。君主がこれらを実際に行う自由には疑問があるが、これらにより英国臣民の国籍および権利が奪われることがあり得る。1890年にヘリゴランド島がドイツに割譲されたときは、議会の承諾が最初に求められた。1972年以降は制定法による場合もある。たとえば1997年の香港返還は制定法である香港法（「女王陛下は1997年7月1日以降、香港のいかなる部分にも主権を持たず、且つ管轄を及ぼさない」）に基づく。
イギリス植民地・属領の統治権、それに付随する総督任免権は国王大権に属する。君主は、枢密院勅令を通じて大権を行使することで植民地および属領を規制することができる。裁判所は君主によるこの権能の利用に対して長きにわたり抗ってきた。女王対外務コモンウェルス担当大臣（バンクルト代理）（第2号）（R v Secretary of State for Foreign and Commonwealth Affairs, ex parte Bancoult (No 2)）裁判では、控訴院は、裁判所の判断を無効化するために枢密院勅令を用いることは権能の不法な濫用であると判示したが、これは後に覆された。
パスポートもまた国王大権によって規制されているが、20世紀以降は制定法による規制対象ともされている。コモン・ロー上、市民は連合王国を自由に出入国する権利を有する。女王対外務大臣（エヴェレット代理）（R v Foreign Secretary ex parte Everett）裁判では、裁判所は、英国臣民に対するパスポートの発給およびその差控えは司法審査に服するものとした。離国禁止（ne exeat regno）令状は、対象者の出国を防止するために用いられる。
外国在住の臣民およびイギリスにいる外国人の保護・統制も国王大権に属する。ただし20世紀以降は外国人についての制定法も作られてきている。
条約締結権が大権に属するかは議論がある。ブラックストンの定義によれば、大権に属する権能は君主に特有のものでなければならない。しかしながら、条約は、これを実施する議会制定法（1972年欧州共同体法（英語版）など）がなければ連合王国の法に影響を及ぼすことはできず、君主が独力で有効化することはできないのである
リスボン条約50条に基づくEU離脱の意思の表明については、英国政府は国王大権に属するため議会の承認を要しないとの立場であったが、2017年1月24日、連合王国最高裁判所は議会の承認を要するとの判決を下した。

## 国王大権の利用
今日、君主による国王大権の行使はほぼ全て政府の助言どおりに行われる。レイランドによれば以下のとおりである。
要するに、国王大権は、王の名において王国を統治するために用いられるものであり、君主は「相談を受ける権利、激励する権利、および警告する権利」を有するものの、その役割は指図を伴うものではない。
今日においても、大権に属するいくつかの権能は大臣らによって議会の同意なく行使される。宣戦および講和、パスポートの発給、栄典の授与などである。大権に属する権能の行使は名目上は君主によるものであるが、首相および内閣の助言に基づいている。英国政府の主要な機能は今なお国王大権に基づいて執行されているが、一般論として、徐々に制定法に基礎が置かれるようになるにつれ、大権の利用は減少している。

### 制約
上院によるいくつもの決定により、大権の利用は大きく制約されてきた。1915年、上院は「権利の請願について」（Re Petition of Right）において、戦時における軍事目的による商業用空港の英国陸軍による差押えについて判断を示した。政府は、侵攻に対する防衛のための手段である、と主張したが、裁判所の判断は、大権が行使されるためには政府は侵攻のおそれが存在することを立証しなければならない、というものであった。同様に、ザ・ザモラ（The Zamora）裁判において枢密院司法委員会は、一般論として、制定法により認められていない権能（大権など）を行使するには、政府は裁判所に対して当該行使が正当化されることを証明しなければならないとした。
さらなる制限をもたらしたのは、司法長官対ド・キーザーズ・ロイヤル・ホテル社（Attorney-General v De Keyser's Royal Hotel Ltd）裁判であった。同事件において上院は、大権に属する新たな権能を創設することはできないことを確認したうえで、大権に属する権能が利用されている分野における制定法の規定は「効力を有する国王大権を削減し、国王は専ら当該制定法の規定に基づき、かつ、これに従って特定のものごとをなし得ることとし、かつ、当該ものごとを行うその大権に属する権能を休止状態とする」ことを確認した
この制定法優位の原則は、レイカー・エアウェイズ社対通商省（Laker Airways Ltd v Department of Trade）裁判において拡張され、同事件においては大権に属する権能は制定法の規定に矛盾して利用することはできないことが確認され、当該権能および当該制定法の双方が適用される状況においては、当該権能は専ら当該制定法の目的の範囲内において利用し得ることを確認した。さらなる拡張をもたらした女王対内務大臣（消防士労働組合代理）（R v Secretary of State for the Home Department, ex parte Fire Brigades Union）裁判においては、控訴院は、制定法がまた施行されていなくとも、当該制定法を「議会の望みに反する」ものに変更するために大権を利用することはできないとした。

### 司法審査
裁判所は伝統的に大権に属する権能を司法審査に服せしめることを差し控えていた。裁判官らは、専ら権能が存在したか否かを言明し、これが適切に利用されたか否かについては言明を控えた。すなわち、彼らは専らウェンズベリ基準（Wednesbury tests）の第1基準（当該利用が違法か否か）を適用したのである。ウィリアム・ブラックストンなどの憲法学者はこれを適切と考えた。
1960年代および70年代において、この態度が変わり始めた。女王対犯罪被害補償局（レイン代理）（R v Criminal Injuries Compensation Board, ex parte Lain）裁判において裁判所は、大権に属する権能は、これが「司法的」任務の遂行のために利用された場合には司法審査に服するとした。眼前の問題は裁判所にとって容易に判断することができたのである。レイカー・エアウェイズ事件により、大権に属する権能はより強力な司法審査に服するべきとの考えがより強まった。デニング男爵は、次のように述べる。「大権は公益のために行使されるべき裁量的権能であることに鑑みると、当然、その行使は、執行府に属する他の裁量的権能と全く同様に、裁判所によって審査され得ることとなる。」この問題について最も権威のある事件は国家公務員労働組合評議会対行政機構担当大臣（Council of Civil Service Unions v Minister for the Civil Service）裁判（いわゆるGCHQ裁判）である。上院は、司法審査の適用は政府の権能の性質に従うのであってその淵源に従うのではないことを確認した。外交政策と国防に関する権能は司法審査の対象外と考えられているが、慈悲大権は女王対内務大臣（ベントリー代理）（R v Secretary of State for the Home Department, ex parte Bentley）裁判により司法審査の対象とされている。
解散に関わる国王大権の行使や関連する決定などについては、議会解散・召集法の規定で、全て司法判断の対象外とされている。

## 改革
国王大権の廃止がごく近いわけではないし、君主および国王大権の役割の廃止に向けた政府内の近時の動きも不成功であった。法務省は2009年10月に「執行的国王大権権能の見直し」を開始した。前労働党議員トニー・ベンは、1990年代に連合王国内における国王大権の廃止に向けたキャンペーンを行ったが不成功に終わった。彼の主張は、首相および内閣の助言に基づいて行使される有効な統治権限は全て議会の審査に服すべきであり、かつ、議会の承諾を得るべき、というものであった。その後の政府の主張は、もし国王大権の対象となる事項の幅がそのようであったら、大権が現在利用されている各事例ごとに議会の承諾を求めることで、議会の時間が圧倒されてしまい、立法が遅延してしまう、というものであった。